# Thomas Erpenius

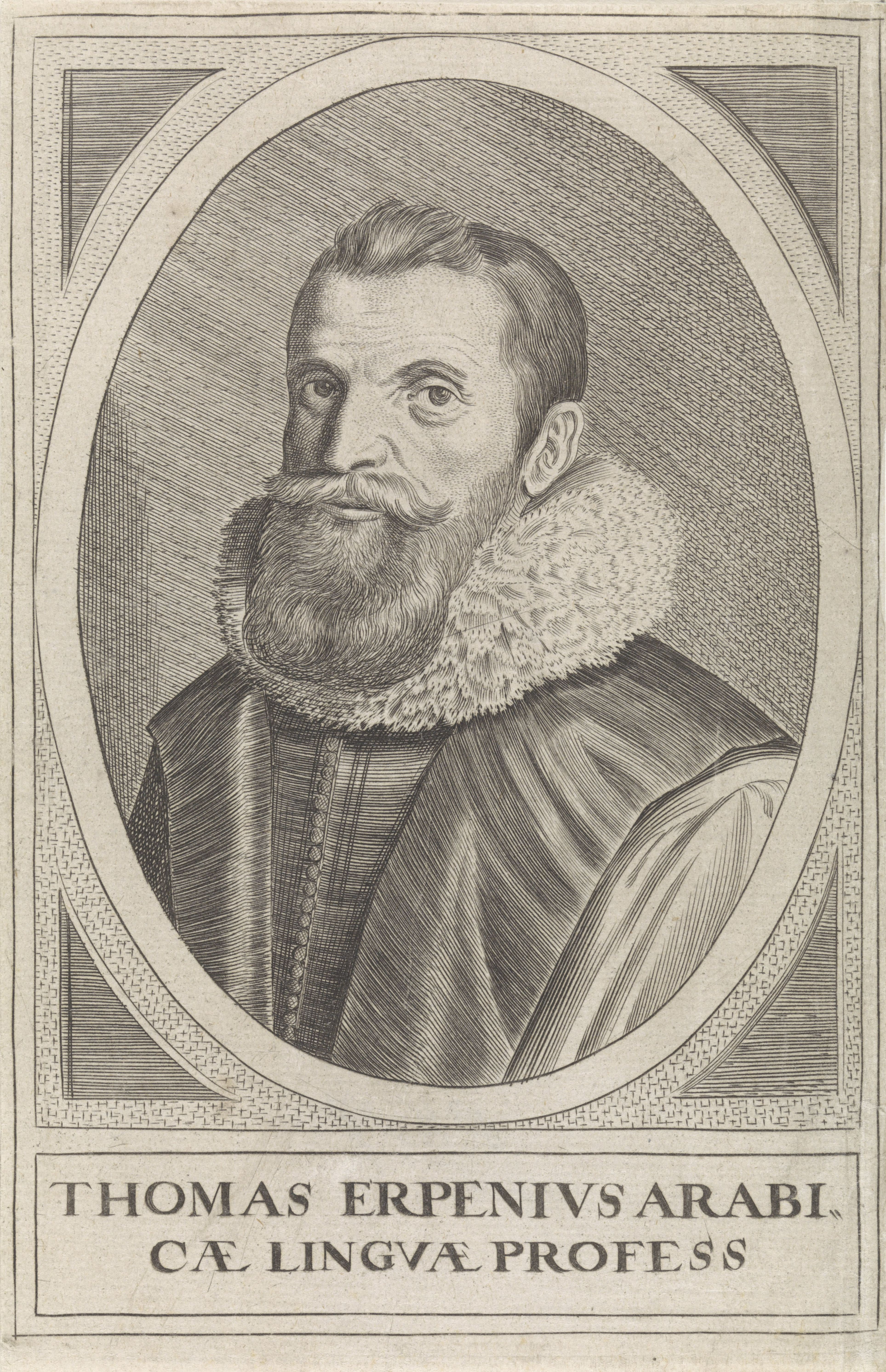
Thomas Erpenius

Thomas Erpenius (ur. 1584, zm. 1624) – holenderski orientalista, tłumacz. Od 1613 profesor języków orientalnych w Lejdzie. Autor gramatyki arabskiej, która przez 2 stulecia była najlepszym opracowaniem. Jako jeden z pierwszych podkreślał potrzebę znajomości języków orientalnych do studiowania Biblii. Jego najważniejsze dzieła:
- Gramatica arabica
- Rudimenta linguae arabicae
- Gramatica Chaldea et Syra.